# Eumorpha fasciata
Espèce
Eumorpha fasciata est une espèce d'insectes lépidoptères de la famille des Sphingidae, sous-famille des Macroglossinae, de la tribu des Philampelini et du genre Eumorpha.

## Description
L'envergure varie de 62 à 70 mm. Elle est similaire à Eumorpha triangulum, mais les dessins du dessus de l'aile antérieure sont moins contrastés et moins variés. Il y a une frange blanche visible sur le dessus de l'aile antérieure, trouvée le long de la marge postérieure de près de la base au-delà de la plaque rhombiforme médiane.

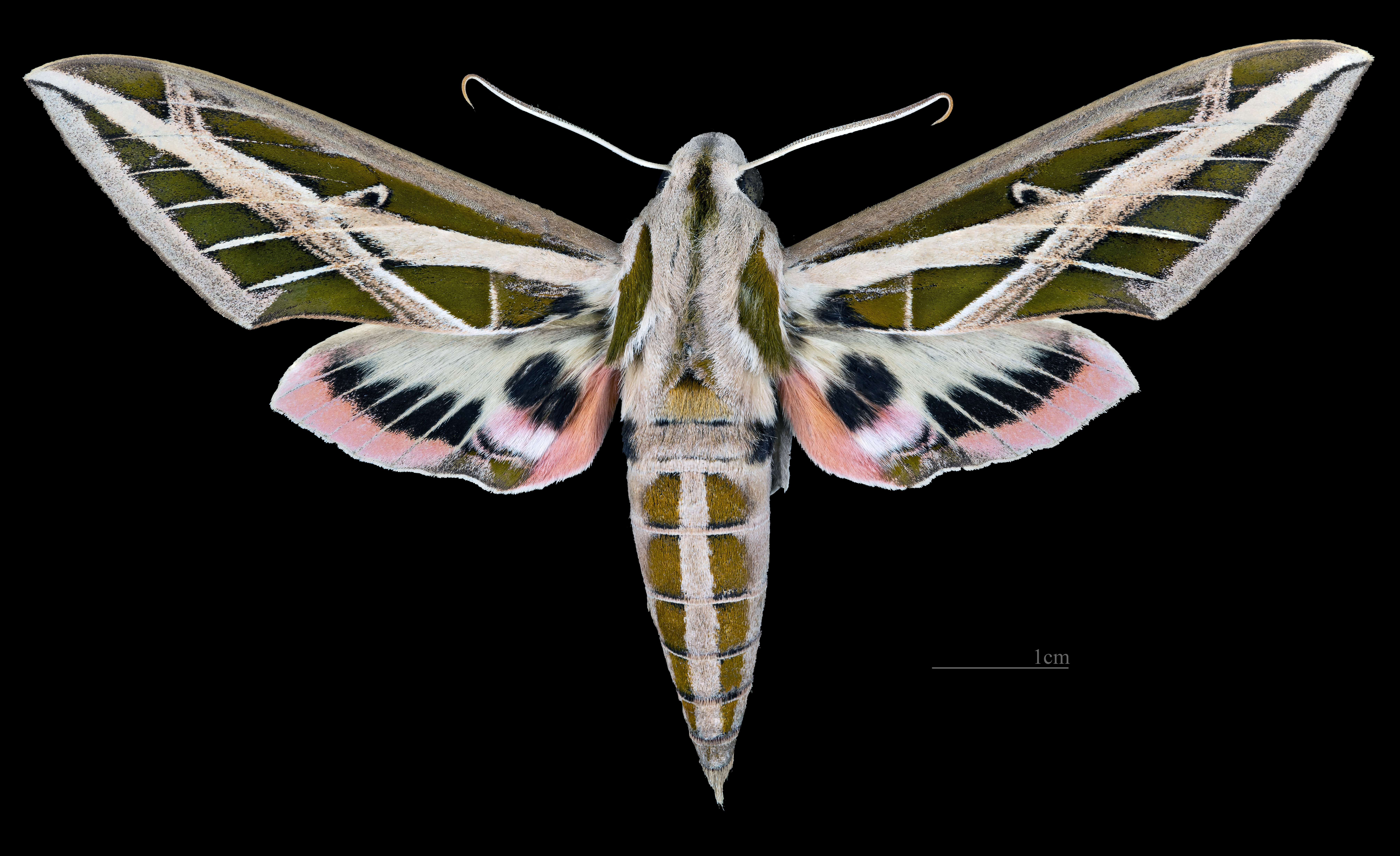
Apers du mâle (coll.MHNT)
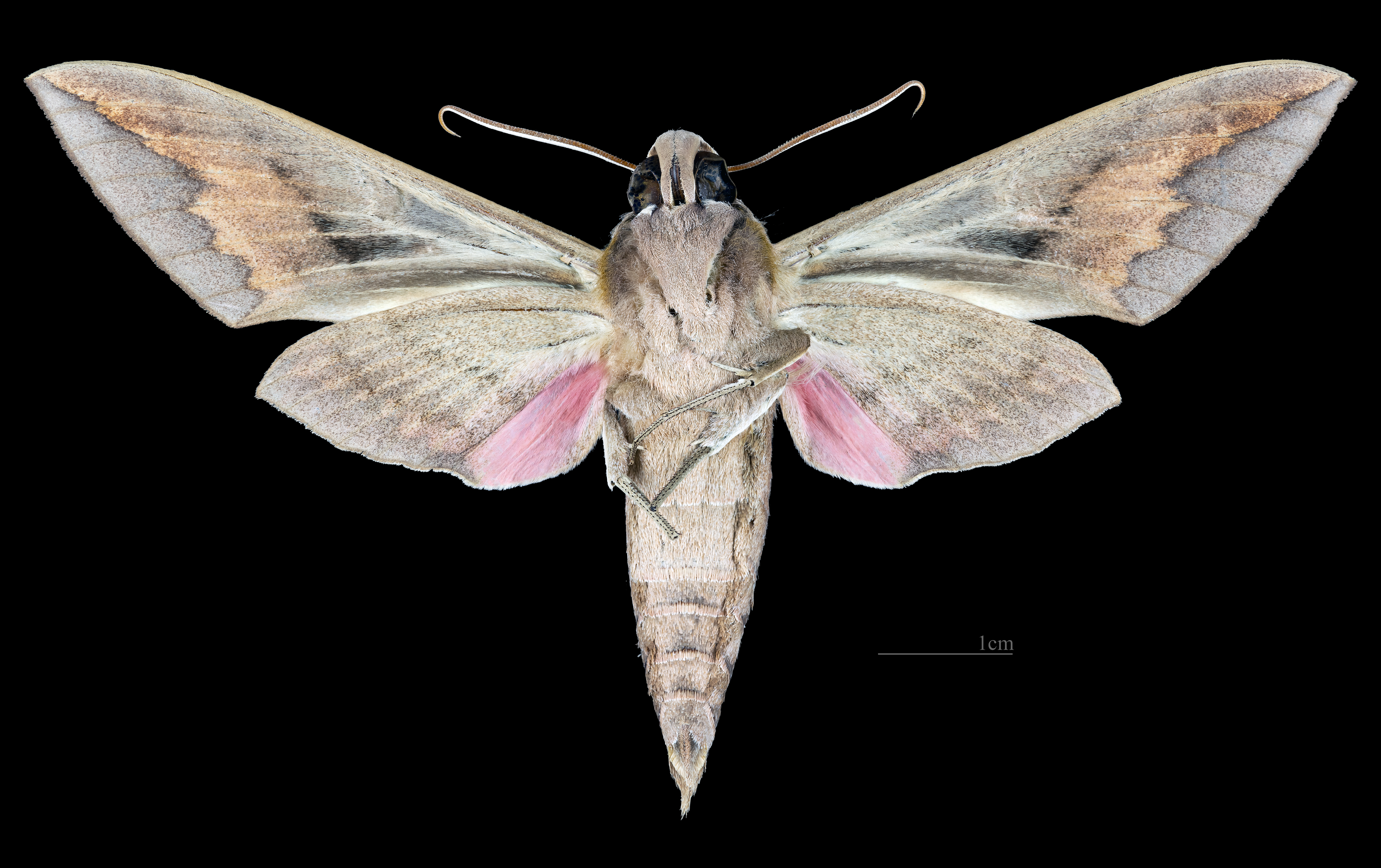
Revers du mâle (coll.MHNT)
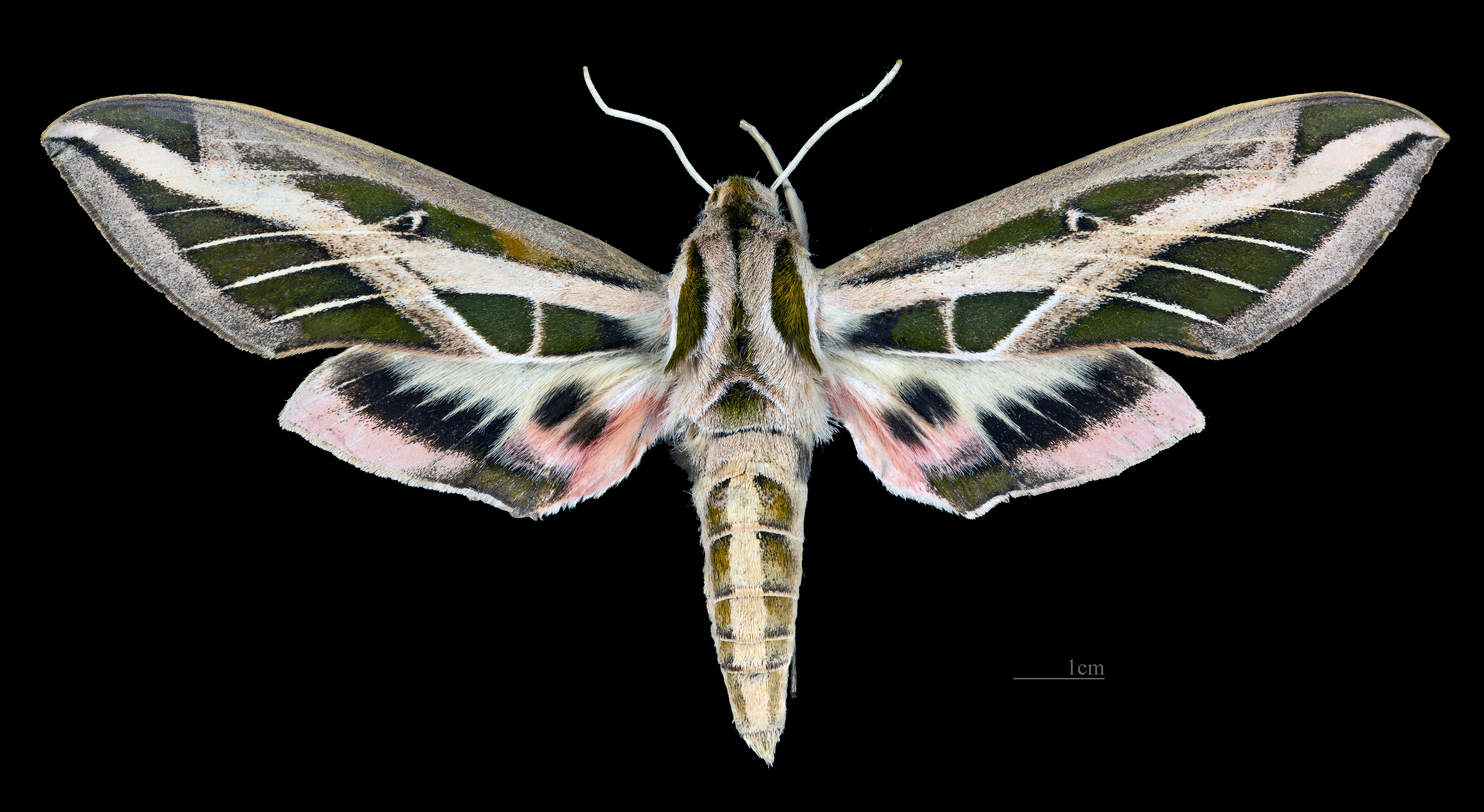
Apers de la femelle (coll.MHNT)
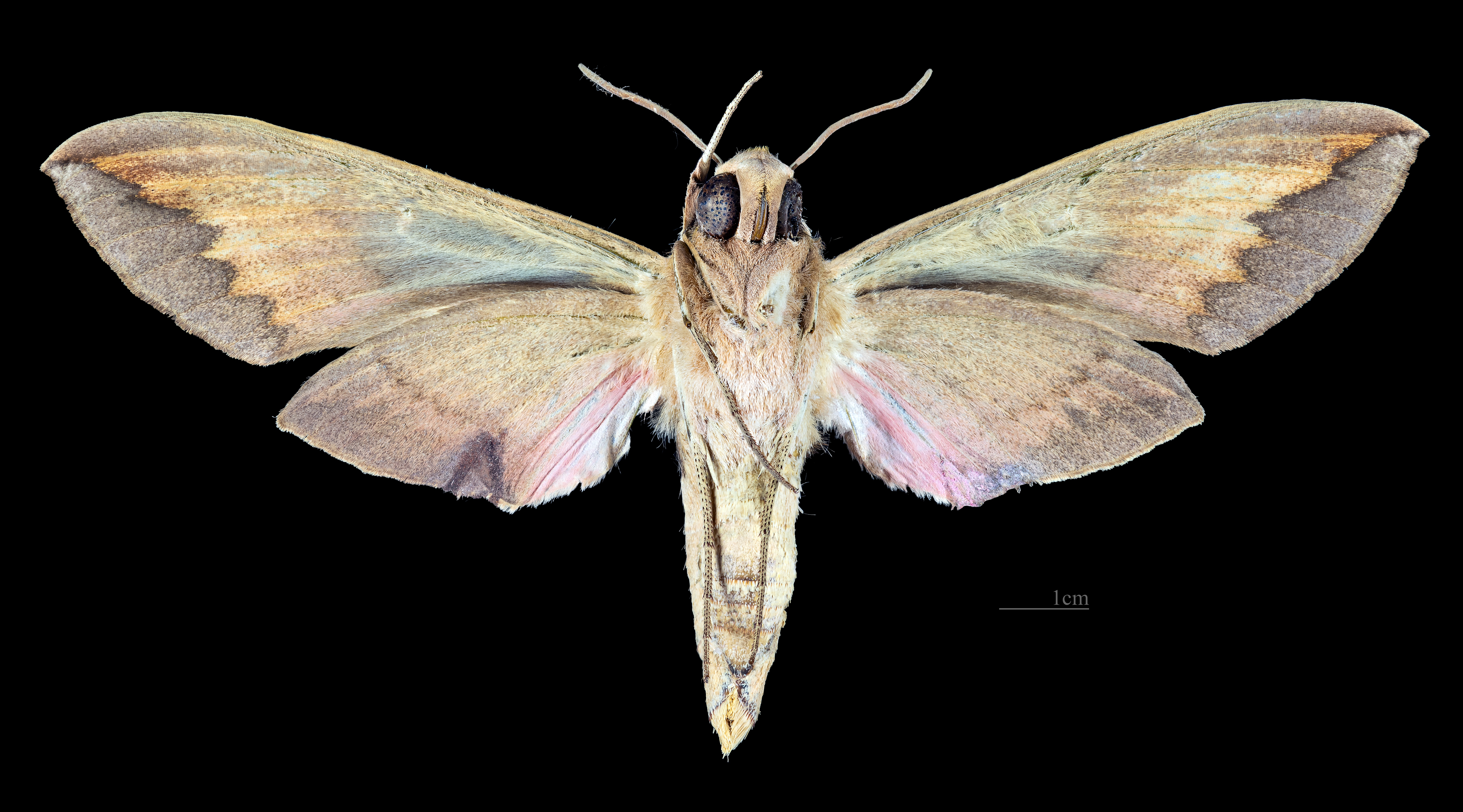
Revers dela femelle (coll.MHNT)
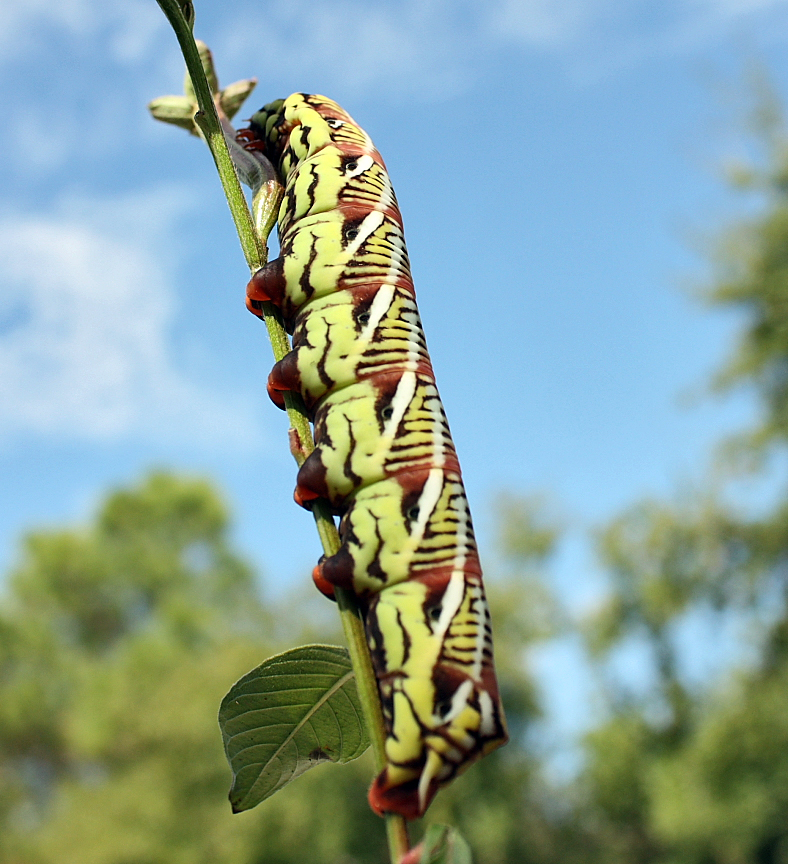
La chenille
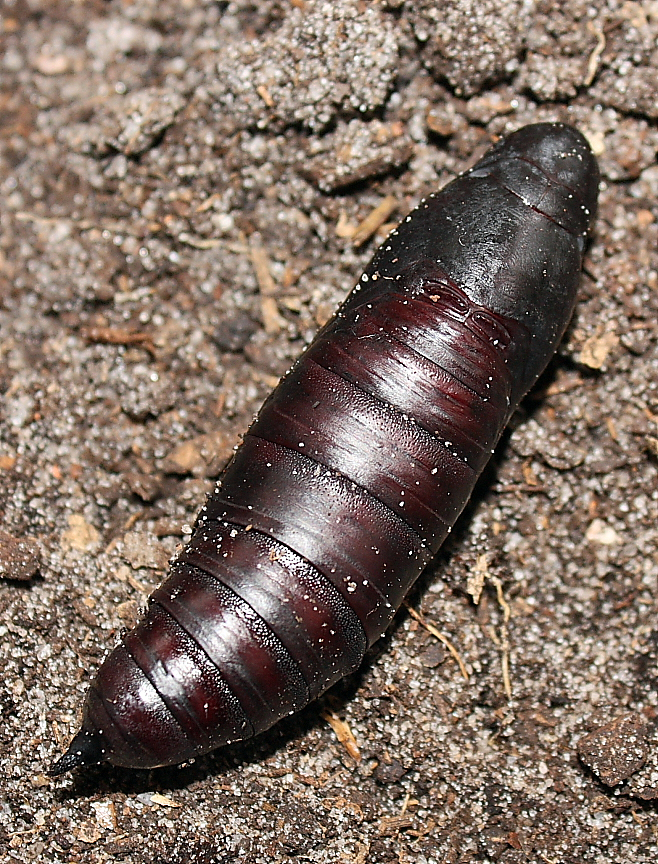
La chrysalide

## Distribution
L'espèce est connue au nord de l'Argentine, en Bolivie, au Paraguay, Uruguay, Brésil, Colombie, Équateur, au Pérou, au nord de l'Amérique centrale (Mexique, Belize, Guatemala, Honduras, Nicaragua, Costa Rica et Panama). Texas, Mississippi, Floride et Caroline du Sud. Les errants peuvent être trouvés au nord jusqu'au Missouri, au Michigan, en Indiana, en Pennsylvanie, au New Jersey, à New York et en Nouvelle-Écosse. On le trouve également dans les Caraïbes.

## Biologie
Les adultes sont actifs toute l'année sous les tropiques, mais au nord, il y a au moins deux générations avec des imagos de la fin mai à juillet et de la fin août à octobre en Caroline du Sud et de mai à octobre en Louisiane. Des adultes ont été observés se nourrissant de nectar de Crinum, de Catharanthus roseus, de Petunia et de Saponaria officinalis.
Les chenilles se nourrissent des espèces du genre Ludwigia (dont Ludwigia decurrens, Ludwigia erecta, Ludwigia leptocarpa, Ludwigia octovalvis, Ludwigia peruviana et Ludwigia repens), de Cissus verticillata, de Fuchsia hybrida, de Magnolia virginiana, de Parthenocissus et de Vitis. Les chenilles ont des motifs et une profondeur de couleur très variables. La métamorphose a lieu dans des terriers souterrains.

## Systématique
- L'espèce Eumorpha fasciata a été décrite par le naturaliste suisse Johann Heinrich Sulzer en 17760 sous le nom initial de Sphinx fasciatus[1]. La localité type est le continent américain.

### Synonymie
- Sphinx fasciatus Sulzer, 1776 Protonyme
- Eumorpha fasciatus (ancienne forme)

### Liste des sous-espèces
- Eumorpha fasciatus fasciatus
- Eumorpha fasciatus tupaci (Kernbach, 1962) (Galapagos)